# Tigil (Fluss)
Der Tigil (russisch Тигиль, im Oberlauf Большой Тигиль, Bolschoi Tigil, „großer Tigil“) ist ein 300 km langer Zufluss des Ochotskischen Meeres im Westen der Kamtschatka-Halbinsel im Fernen Osten Russlands. Der Kosake Wladimir Wassiljewitsch Atlassow erreichte als erster Europäer im Jahr 1696 den Fluss.

## Flusslauf
Der Tigil entspringt an der Südwestflanke des im Sredinny-Höhenrücken gelegenen 2526 m hohen Vulkans Tschaschakondscha. Der Fluss wird von einem Gletscher gespeist. Er fließt anfangs 25 km nach Südwesten und wendet sich auf den folgenden 60 km nach Nordwesten. Anschließend fließt der Tigil etwa 100 km nach Norden. Er nimmt dabei mehrere größere Nebenflüsse von rechts auf, die im Sredinny-Höhenrücken entspringen. Zu diesen zählen die Flüsse Perewalowaja, Sedanka und Piroschnikowa. Auf den letzten 90 km wendet sich der Tigil nach Nordwesten. 50 km oberhalb der Mündung liegt der Ort Tigil am rechten Flussufer. Bei Flusskilometer 14 trifft die Napana von Süden kommend auf den Tigil. Dieser mündet schließlich in den südöstlichen Teil der Schelichow-Bucht, die den nördlichsten Teil des Ochotskischen Meeres bildet.

## Hydrologie
Das Einzugsgebiet des Tigil umfasst 17.800 km². Der mittlere Abfluss 50 km oberhalb der Mündung beträgt 200 m³/s.

## Fischfauna
Im Tigil kommen verschiedene Lachsfische vor.